# پلاس دو لا رپوبلیک

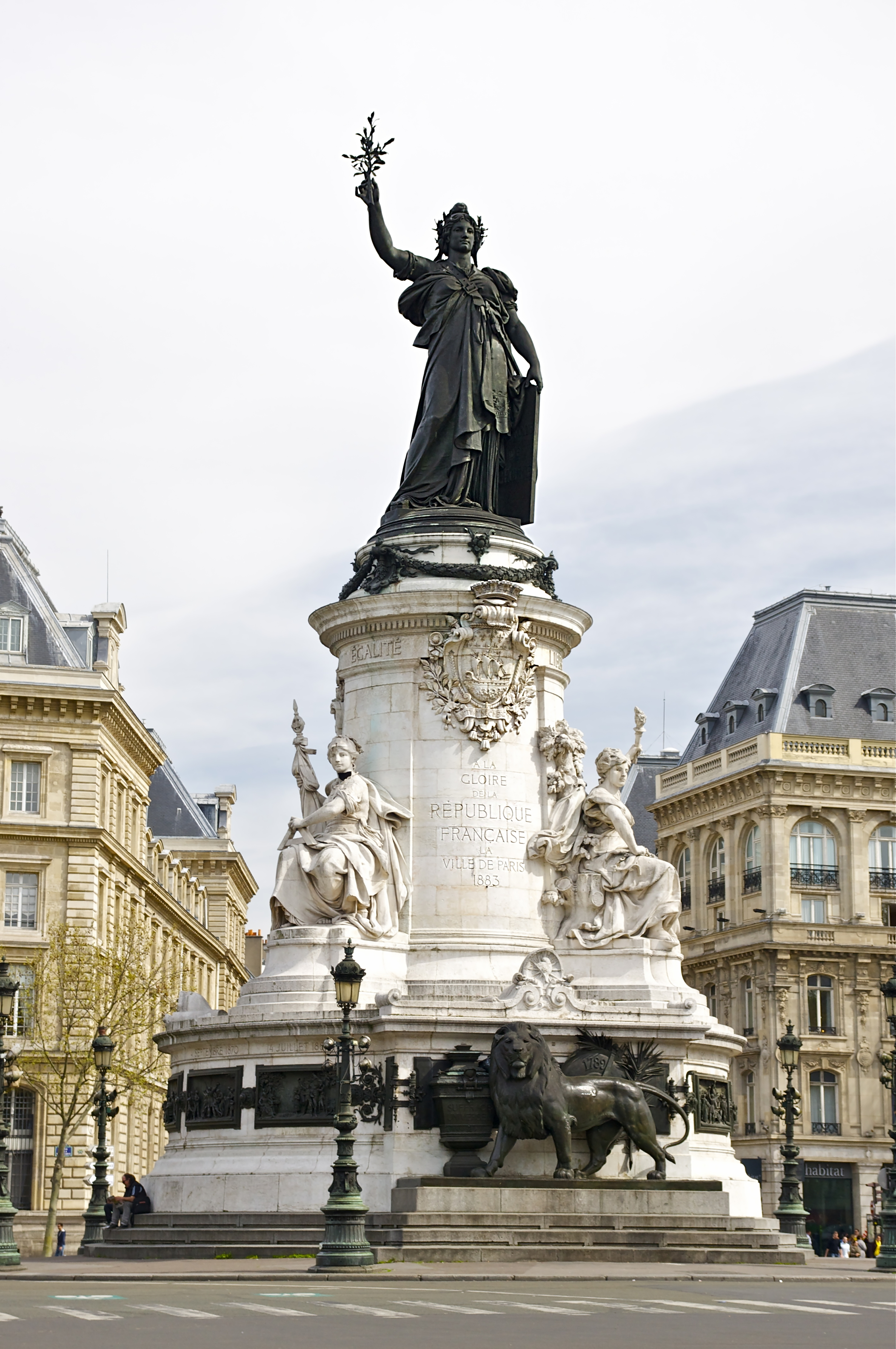
تندیس افتخار فرانسه در میدان پلاس دو لا رپوبلیک.

میدان جمهوری (به فرانسوی: Place de la République) از میادین اصلی پاریس است. این میدان بین سه منطقه ۳، ۱۰ و ۱۱ پاریس واقع شده‌است.